# Mancomunidad Hábitat Rural
La Mancomunidad Hábitat Rural es una agrupación voluntaria de municipios para la gestión en común de determinados servicios de competencia municipal, creada por varios municipios en la provincia de Zamora, de la comunidad autónoma de Castilla y León, España.

## Municipios integrados
La Mancomunidad Hábitat Rural está formada por los siguientes municipios:
- El Perdigón
- Pajares de la Lampreana
- San Agustín del Pozo
- Villalba de la Lampreana
- Villafáfila

## Sede
Los Órganos de Gobierno y Administración tendrán su Sede en la
Localidad de Pajares de la Lampreana.

## Fines
Se establece como fin principal de la Mancomunidad la realización de todas aquellas actividades que resulten precisas para la promoción, gestión, desarrollo y ejecución del ARI, consistente en la rehabilitación, de forma integrada, de los conjuntos urbanos y áreas rurales de interés arquitectónico, histórico, artístico, cultural, ambiental o social, y que hayan sido declaradas así por el órgano competente de la Comunidad Autónoma, previo 
acuerdo con el ayuntamiento afectado.
La gestión del ARI, que le corresponderá a la Mancomunidad, como ente aglutinador de los intereses municipales, podrá comprender las siguientes actuaciones: 
- Las operaciones de rehabilitación de edificios y viviendas, tales como cubiertas, fachadas, habitabilidad interior, instalaciones, accesos comunes, etc.
- La ejecución de la urbanización o reurbanización del ámbito considerado,

comprendiendo incluso las obras de demolición.
- Aquellas otras que se deriven del propio proyecto ARI.

## Estructura orgánica
El gobierno, administración y representación de la Mancomunidad corresponden a los siguientes órganos:
- Presidente.
- Vicepresidente.
- Asamblea de Concejales.
- Consejo Directivo.